# ده اکبر
ده اکبر یک روستا در ایران است که در شهرستان سیرجان واقع شده‌است.